# Hamburgkultur
Hamburgkulturen er benævnelsen for en tundrajægerkultur i det nordvesteuropæiske lavland, herunder det sydskandinaviske område, i istidens afsluttende faser (ca. 13.500 f.Kr. – ca. 12.000 f.Kr.), da den første varmeperiode satte ind. Hamburgkulturen var sammen med Creswellkulturen i England en videreudvikling af Madeleinekulturen og hører sammen med disse samt Federmesserkulturen, Brommekulturen og Ahrensburgkulturen til gruppen af tundrajægerkulturer. Senere fulgte skovjægerkulturerne Maglemosekultur og Kongemosekultur. Der skelnes mellem en ældre og en yngre fase af tundrajægerkulturer.
Hamburgkulturen har navn efter Hamburg i nærheden af et fundsted (Meiendorf) i Holsten. Meiendorf blev udgravet 1933-1934 af Alfred Rust.
Hamburgkulturens udbredelsesområde strækker sig fra Frankrig i sydvest til egnene omkring Oder i øst.
| Periode             | Ældre Hamburgkultur       | Yngre Hamburgkultur       | Federmesserkultur         | Brommekultur                  | Ahrensburgkultur         |
| ------------------- | ------------------------- | ------------------------- | ------------------------- | ----------------------------- | ------------------------ |
| Tidsrum             | ca.12.800-ca.12.500 f.Kr. | ca.12.500-ca.12.000 f.Kr. | ca.12.000-ca.11.200 f.Kr. | ca.11.800-ca.10.500 f.Kr.     | ca.10.500-ca.9.000 f.Kr. |
| Klimaperiode        | Ældste Dryas, Bøllingtid  | Bøllingtid                | Ældre Dryas, Allerødtid   | Allerødtid                    | Yngre Dryas              |
| Plantevækst         | tundra                    | parktundra                | tundra                    | parktundra                    | tundra                   |
| Dyreliv (jagtvildt) | rensdyr                   | rensdyr                   | rensdyr                   | rensdyr, elg, irsk kæmpehjort | rensdyr                  |
| Typeredskab         | kærvspids                 | Havelte skafttunge        | rygspids, wehlen-skraber  | store skafttungepile          | zonhoven-pilespids       |
| Typelokalitet       | Meiendorf                 | Slotseng                  | Slotseng                  | Bromme                        | Sølbjerg                 |

## Ældre Hamburgkultur

### Klima og levevilkår
Omkring 13.500 f.Kr. var den isbræ eller indlandsis, der havde dækket hele det skandinaviske område bortset fra Vestjylland, afsmeltet fra hele den sydligste del af dette område således, at isranden nu lå i det nordlige Skåne. Den gennemsnitlige temperatur i juli nåede 8-9 °C. Tiden kaldes ældste Dryas. Det derved frilagte land blev hurtigt overtaget af tundraen, en bevoksning af græsser, urter, lyng og padderokker, dertil dværgbirk, polarpil og enebærbuske. Det dyreliv, der fulgte tundraen, omfattede de sidste mammutter, ulv og jærv. I denne tidligste tid, efter at bræens tryk var forsvundet, var der tale om et næsten sammenhængende fastland, der strakte sig fra England i vest til den Baltiske Issø mod øst.
I denne tidlige fase etableredes Hamburgkulturen øjensynligt som en videreudvikling af Madeleinekulturen i det nordeuropæiske lavland – en boplads med træk fra begge kulturer kendes fra Schweskau, Lüchow-Dannenberg Landkreds i Nedresachsen, beliggende ved en datidig sø nær en biflod til Elben. Overhovedet er det påfaldende, at bopladserne fra den tidlige fase af Hamburgkulturen ligger i nærheden af vandløb med oprindelse i Magdaleinekulturens område: Oder, Elben, Weser, Ems, Rhinen og Maas. Dertil kommer, at den samtidige og tilsvarende Creswellkultur i England og Wales ligger i tilknytning til det flodsystem, som på daværende tidspunkt bandt Rhinen og Themsen sammen. Det er derfor muligt, at Hamburgjægerne fulgte floddalene, da de spredte sig nordover, hvilket ville passe med deres jagtteknik.

### Livsform
Hamburgkulturens udøvere synes at have været udprægede rensdyrjægere. Deres tilværelse kredsede altovervejende omkring rensdyrene, deres livsvaner og de muligheder, som rensdyrene bød på.
Rensdyrene var (og er) skabt til livet på tundraen. Tundraen leverede den lav, som sammen med græs og urter udgjorde rensdyrenes vigtigste føde. Deres pels er tyk og tæt og beskytter mod både kulde, stormvejr, slud og regn. Renen er et udpræget normadedyr. De kan bevæge sig med op til 70 km i timen, og rensdyrflokke tilbagelægger let 25-30 km pr. dag. På årsbasis kan renernes vandringer nå op på indtil 2400 km. Renerne bevæger sig på sæsonvandringer for at sikre, at deres fødesteder ikke bliver overudnyttet. Rensdyr er desuden gode svømmere og kunne derfor passere søer og elve, de måtte møde på deres vej. Frem for at følge rensdyrene på disses vandringer synes Hamburgkulturens udøvere at have anvendt en anden fremgangsmåde, nemlig den at lægge deres jagtbopladser på steder, som rensdyrene passerede på disse vandringer, og som ydermere udmærkede sig ved at have indskrænkede bevægelsesmuligheder for dyrene såsom dalgange. Sådanne bopladser kendes blandt andet fra Ahrensburg-tunneldalen i Holsten.
Fra den holstenske boplads Meiendorf vides, at Hamburgkulturens udøvere foruden rensdyr også nedlagde fuglevildt som ryper, ænder og gæs. Formodentlig har tillige indsamlede fugleæg, fisk og planteføde suppleret kosten.
Det er uklart, hvor og hvorledes Hamburgkulturens udøvere levede uden for rensdyrjagtsæsonen.

### Bopladser
Der kendes mere end et halvt hundrede bopladser fra ældre Hamburgkultur, hvoraf den tætteste samling findes omkring Ahrensburg-tunneldalen i det sydlige Holsten, blandt andre Ahrensburg, Borneck, Hasewisch, Meiendorf, Poggenwisch, Stellmoor og Teltwisch.
Der kendes ingen sikre vidnesbyrd om, at Hamburgkulturens udøvere i den ældre fase har været bosat i det sydskandinaviske område. Løsfund af en pilespids fra Bjerlev Hede antyder muligheden for enkelte strejftog – eller at et anskudt dyr nåede hertil.

### Råstofkilder: rensdyr og flint
De to altafgørende råstofkilder for Hamburgkulturens udøvere var rensdyr og flint.
Rensdyret forsynede jægerne med kød og knoglemarv, desuden skind, sener, takker, knogler til redskaber, klæder, bindemiddel og liner. En fuldvoksen ren vejer 70-160 kg, nok til at føde en familie i længere tid.

### Våben og redskaber
Hamburgkulturens jagtvåben var kastespyd (med en karakteristisk spydspids, kærvspids, opkaldt efter tysk "Kerbspitz"). Kendetegnende for denne er, at spidsen har en ensidigt skrå od og en basisende, der er gjort smal med en langstrakt kærv (en ensidig skulder). Dette våbens effektivitet forbedredes sandsynligvis ved at bruge et kastetræ.
Af redskaber skrabere, stikler og det kulturbestemmende redskab zinken. Zinken var et skæreredskab af flint med en karakteristisk krummet og tilspidset ende, som jægerne brugte til dels at skære rensdyrtakkerne i stykker med, dels at bore huller med.

### Jagtmetode
At dømme efter jagtbopladsernes beliggenhed har man udset sig steder, hvor man ved at lægge sig i baghold kunne komme tæt på jagtvildtet. Rensdyrene fulgte bestemte ruter på deres vandringer nord- og sydpå, og disse var blandt andet bestemt af terrænforhold som vadesteder i dalbunde. På disse steder kunne jægerne på de rette tider af året afvente rensdyrene, lægge sig i baghold, og – når dyrene kom tilpas tæt på – kaste deres spyd imod dem. Efterprøvelser har vist, at en kasteafstand på 15 m ville give det mest effektive angreb: et spyd med en kærvspids af flint kunne trænge 32 cm ind i dyret, uden denne 20 cm. Når det fornødne antal dyr var nedlagt, kunne de slagtes, en del af kødet tørres og gemmes til senere brug, og dyrenes øvrige dele – skind, sener, takker og så videre – udnyttes efter behov. Denne fremgangsmåde – at nedlægge byttet på strategiske steder – anvendte allerede mammutjægerne under selve istiden.

## Yngre Hamburgkultur

### Klima og levevilkår
Omkring 12.800 f.Kr. indtrådte den første varmeperiode kaldet Bøllingtid (ca. 12.800 f.Kr. – ca. 12.000 f.Kr.). Den gennemsnitlige sommertemperatur steg til ca. 15 °C, men somrene var korte og vintrene modsvarende lange.
Det sydskandinaviske lavland udgjorde fortsat et mere eller mindre sammenhængende fastlandsområde, afgrænset mod øst af den Baltiske Issø og mod nordvest og vest af det datidige ishav. Mod syd lå en stor sø ved Mecklenburg, afgrænset af fastland til alle sider og kun med afvanding ved en rende imellem Fyn/Langeland og Sjælland/Lolland/Falster.
Landskabet var en parktundra med spredte forekomster af dværgbirk, røn og polarpil. Klima og plantevækst synes at have tiltrukket et rigt fugleliv: trane, dalrype, plettet rørvagtel, almindelig ryle, svartbag eller gråmåge, svaner, ænder og gæs, og tillige lokket rensdyr, vildhest, hare, ræv, ulv og jærv op i det sydskandinaviske område – og rensdyrjægerne fulgte efter. At dømme efter fundfordelingen må rensdyrene have vandret nord- og sydpå ad mindst to ruter: dels op igennem Østjylland, dels over Lolland til Sjælland og muligvis videre til Skåne (i begge tilfælde var der tale om et mere eller mindre sammenhængende fastlandsområde, opsplittet af datidige elve).

### Bopladser
Det ændrede klima synes at have fremmet Hamburg-jægernes tilstedeværelse i det sydskandinaviske område: således kendes to jagtbopladser ved Jels Oversø, anvendt i en kortere tid, måske nogle uger, og yderligere to ved Slotseng, begge i Sønderjylland samt en ved Sølbjerg på Lolland. Fundaffald fra bopladsen ved Slotseng gør det muligt at fastslå anvendelsestidspunktet til sent efterår (fra begyndelsen af september til slutningen af december). Bopladserne lå på kanten af en tunneldal, som formodes at have udgjort en passage for rensdyrene på deres vandringer. De lå forholdsvis højt oppe på et plateau med vid udsigt, så at de bosiddende har kunnet se rensdyrflokken komme og kunnet forberede sig til jagten på dyrene.
Flintbearbejdning er sket på stedet, og jægerne har øjensynligt parteret byttet på stedet og kasseret det, de ikke havde brug for – det blev smidt i en da tilgrænsende sø.

### Våben og redskaber
Yngre Hamburgkulturs jagtvåben var fortsat kastespyd med en kærvspids, nu af såkaldt Havelte-type. Kendetegnende for dette våben er en skafttunge, der imidlertid altid er asymmetrisk (den ene behugning eller "skulder" er kortere end den anden). Skrabere, stikler og zinken forekom fortsat. Karakteristisk for Hamburgjægernes skrabere er en vel tildannet bueæg samt en behugning langs længdekanterne.

## Fundsteder
- Ahrenshöft, Sydslesvig
- Bjerlev, Midtjylland[20]
- Borneck, Holsten
- Hasewisch, Holsten[14]
- Jels, Sønderjylland[20]
- Krogsbølle, Lolland[21]
- Køge Bugt, Sjælland[20]
- Meiendorf, Holsten[18]
- Nübel, Sydslesvig
- Poggenwisch, Holsten[14]
- Slotseng, Sønderjylland[20]
- Stellmoor, Holsten[14][22]
- Sølbjerg, Vestlolland[20]
- Teltwisch, Holsten[14]